# ENTER FORCE.36
ENTER FORCE.36（エンターフォースサーティーシックス、E36）は、日本のプロeスポーツチーム。

## 概要
日本のプロeスポーツチーム。エンターフォース株式会社によって運営されている。

## 沿革

### 2019年
- ELEMENT.36 JAPAN結成。[2]

### 2021年
- 1月、ENTER FORCE.36に改名しチームロゴも変更。[3][4]
- 2月、『南海電気鉄道株式会社』とのパートナー契約を締結。[5]
- 4月、『株式会社マウスコンピューター』とのスポンサー契約を締結。[6]

### 2022年
- VALORANT部門設立[7]
- 12月、「PUBG JAPAN CHAMPIONSHIP 2022 FINAL」にて優勝。[8][9][10]

### 2023年
- 活動拠点を大阪府大阪市に移転[11]
- 4月、『株式会社スポーツタカハシ』とのパートナー契約を締結。[12][13]
- 9月、『株式会社安藤・間』とのパートナー契約を締結。[14][15]
- 10月、「PUBG JAPAN CHAMPIONSHIP 2023 Phase2」にて優勝。[16]

## 不祥事

### 不適切チートの導入
2025年3月大乱闘スマッシュブラザーズ部門に所属するHurt選手が非公式のMODを使用し、任天堂が定める「ニンテンドーネットワーク利用規約」に違反した。他のプレイヤーに対して不信感や不安を与えかねない重大な行為として活動自粛措置を実施した 。

## 現在活動している部門

### Apex Legends
| プレイヤー名 | 役割       | 備考 |
| ------------ | ---------- | ---- |
| ILY          | プレイヤー |      |
| Cinap        | プレイヤー |      |
| Jusna        | プレイヤー |      |
| aWesomeGuy   | コーチ     |      |

### PUBG: BATTLEGROUNDS
| プレイヤー名 | 役割       | 備考 |
| ------------ | ---------- | ---- |
| Sylphia      | プレイヤー |      |
| xKe1         | プレイヤー |      |
| Pureboy      | プレイヤー |      |
| Kein         | プレイヤー |      |
| LeClo        | コーチ     |      |

### レインボーシックス シージ
| プレイヤー名 | 役割       | 備考 |
| ------------ | ---------- | ---- |
| h4su         | プレイヤー |      |
| SkysKyskY    | プレイヤー |      |
| VaNiSh       | プレイヤー |      |
| Take         | プレイヤー |      |
| Window       | プレイヤー |      |

### 大乱闘スマッシュブラザーズ SPECIAL
| プレイヤー名 | 役割       | 備考 |
| ------------ | ---------- | ---- |
| Hurt         | プレイヤー |      |

### ストリーマー
| プレイヤー名 | 役割         | 備考 |
| ------------ | ------------ | ---- |
| キミトス     | ストリーマー |      |